# Lithobius stammeri
Lithobius stammeri är en mångfotingart som beskrevs av Karl Wilhelm Verhoeff 1939. Lithobius stammeri ingår i släktet Lithobius och familjen stenkrypare.
Artens utbredningsområde är Italien. Inga underarter finns listade i Catalogue of Life.